# Banática
A Banática é uma localidade da atual freguesia de Caparica e Trafaria, Município de Almada, Distrito de Setúbal, em Portugal. É o primeiro porto do Tejo, na freguesia. Segundo os especialistas em toponímia o seu nome deriva do árabe ben ataija  que significa paço do príncipe. Nesta localidade existe um depósito de produtos petrolíferos e ainda um clube recreativo que dá pelo nome de Clube Recreativo e Desportivo de Banática.